# سومو لاجیک
سومو لاجیک (انگلیسی: Sumo Logic)   یک شرکت تجزیه و تحلیل داده های مبتنی بر فضای ابری است که روی امنیت ، عملیات و موارد استفاده BI متمرکز است. این سرویس مدیریت ورود به سیستم و تجزیه و تحلیل را ارائه می دهد که از داده های بزرگ تولید شده در ماشین برای ارائه بینش فناوری اطلاعات در زمان واقعی بهره می برد .  مقر این مرکز در ردوود سیتی ، کالیفرنیا است.

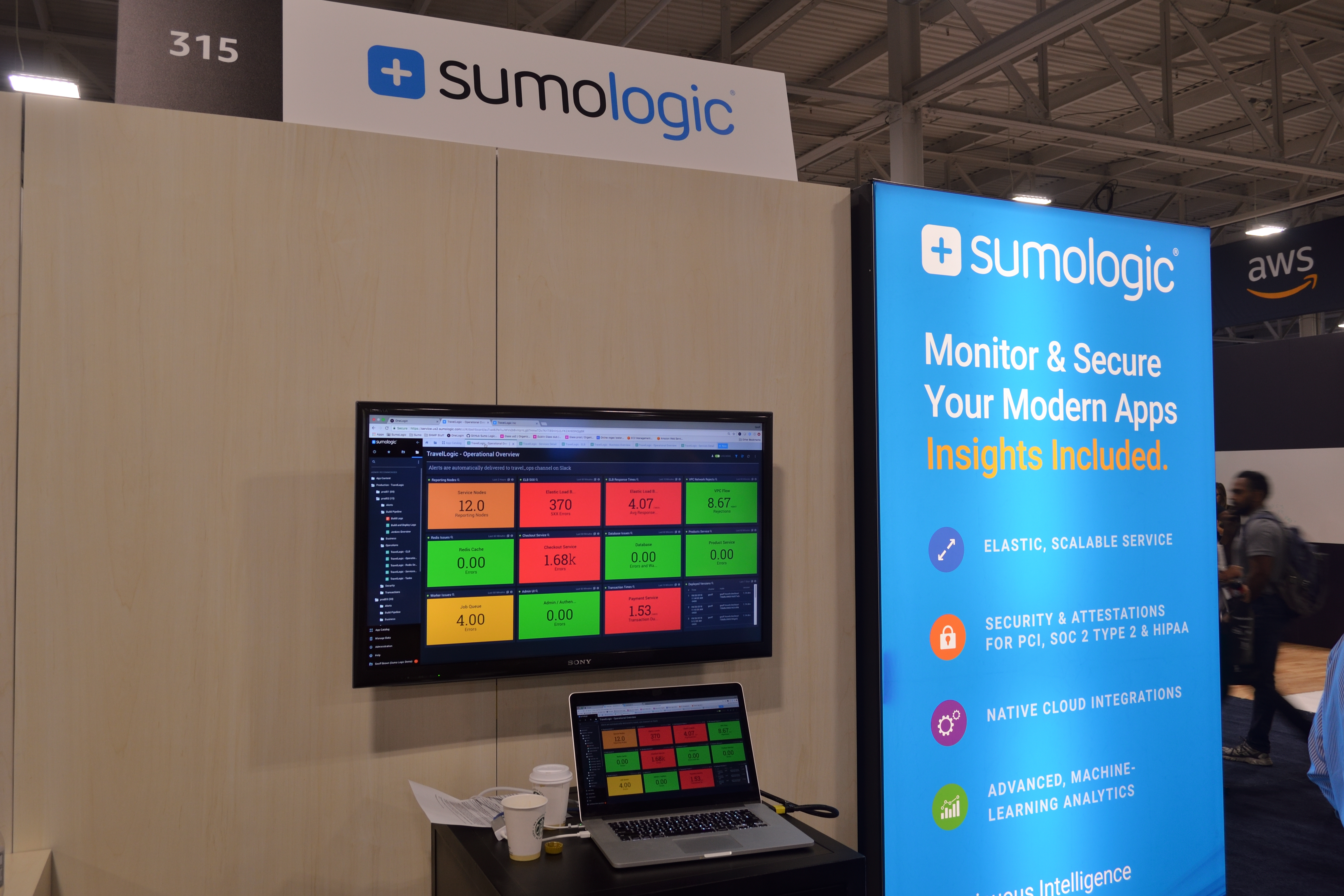
منطق سومو در اجلاس AWS